# Józef Komorowski (ekonomista)
Józef Komorowski (ur. 1 września 1947 w Poznaniu) – polski geograf i ekonomista, profesor doktor habilitowany.

## Życiorys
Ukończył studia geograficzne na UAM (1970). Do 1973 odbywał studia doktoranckie. W 1977 doktoryzował się (po stażu na poznańskiej Wyższej Szkole Ekonomicznej) na podstawie rozprawy „Struktura przestrzenna i kierunki zmian użytkowania terenów miasta Poznania w latach 1960-1970". W 1989 został adiunktem na Akademii Ekonomicznej w Poznaniu (Katedra Ekonomiki Przestrzennej i Środowiskowej). W marcu 2001 habilitował się z ekonomii (rozprawa Uwarunkowania gospodarczo-przestrzenne internacjonalizacji miast polskich). Od 2003 jest członkiem Zespołu Problemowego do spraw Obszarów Miejskich i Metropolitalnych PAN. Od 2005 jest profesorem nadzwyczajnym poznańskiego Uniwersytetu Ekonomicznego (Katedra Ekonomiki Przestrzennej i Środowiskowej).

## Zainteresowania
Głóówne zainteresowania naukowe:
- miasta jako ośrodki wyjątkowej dynamiki gospodarczej i centra kreujące oraz przekazujące do regionów sukces cywilizacyjno-ekonomiczny,
- miasta jako przestrzenie innowacyjności[3].